# Martina Jäschke
Martina Jäschke (n. 6 mai 1960, Merseburg, Republica Democrată Germană, Germania) este o săritoare în apă, medaliată olimpică. A participat la o ediție a Jocurilor Olimpice (1980) în care a câștigat o medalie de aur.